# Peter Wilson (football, 1996)
Pour les articles homonymes, voir Peter Wilson.
Peter Wilson, né le 9 octobre 1996 à Monrovia au Liberia, est un footballeur international libérien. Il évolue au poste d'avant-centre au FK Jerv.

## Biographie

### En club
Né à Monrovia au Liberia, Peter Wilson rejoint la Suède à l'âge de trois ans, sa famille fuyant la guerre. Il commence le football au GIF Sundsvall, où il fait ses premiers pas en professionnel. Il joue son premier match le 26 avril 2015, lors d'une rencontre d'Allsvenskan, la première division suédoise, face au Djurgårdens IF. Il entre en jeu et son équipe s'incline par deux buts à zéro.
Le 1er octobre 2016, Wilson se fait remarquer lors d'une rencontre de championnat face au Jönköpings Södra IF en réalisant un triplé. Titularisé, il donne la victoire à son équipe avec ses trois réalisations,.
En janvier 2020, Wilson rejoint le club moldave du Sheriff Tiraspol. Le transfert est annoncé dès le 9 décembre 2019.
Le 5 février 2021, Peter Wilson prend la direction de la Pologne pour s'engager avec le Podbeskidzie Bielsko-Biała jusqu'à la fin de la saison, avec une option pour une saison supplémentaire.
Peter Wilson continue son parcours à Chypre en signant le 12 juillet 2021 avec l'Olympiakos Nicosie.
Le 31 août 2022, Peter Wilson rejoint la Norvège afin de s'engager en faveur du FK Jerv. Il signe un contrat courant jusqu'en décembre 2023.
Wilson inscrit son premier but pour le FK Jerv le 4 septembre 2022, contre l'Odds BK, en championnat. Titularisé, il marque le but égalisateur mais ne peut empêcher la défaite des siens (2-1 score final).

### En sélection
Peter Wilson honore sa première sélection avec l'équipe nationale du Liberia le 9 octobre 2019 face au Tchad. Il entre en jeu à la place de Kpah Sherman (en) et son équipe s'impose par un but à zéro.